# Juan Miguel Alonso Vázquez
Juan Miguel Alonso Vázquez (Sant Sebastià, Guipúscoa, 19 de febrer de 1962), és un exjugador de bàsquet basc que mesura 1.85 cm i la posició del qual en la pista era la de base. Una de les seves especialitats en el joc eren els robatoris de pilota, sent líder de la lliga ACB en aquesta faceta del joc la temporada 1989/90, amb 95 robatoris. És germà de José Antonio Alonso, també jugador de bàsquet professional.
Va aconseguir la medalla de bronze en el Campionat d'Europa juvenil el 1979 disputat a Damasc, Síria, guanyant la selecció alemanya en el partit de consolació.

## Clubs
- Atlètic Sant Sebastià (1982–1983)
- Juven (1983-1984)
- Tizona Burgos (1984–1985)
- Breogán Lugo (1985–1986)
- Askatuak (1986–1987)
- Tizona Burgos (1987–1988)
- Tradehí Oviedo (1988–1989)
- Breogán Lugo (1989–1992)
- Gijón Bàsquet (1992-1993)